# Thomas Buscher

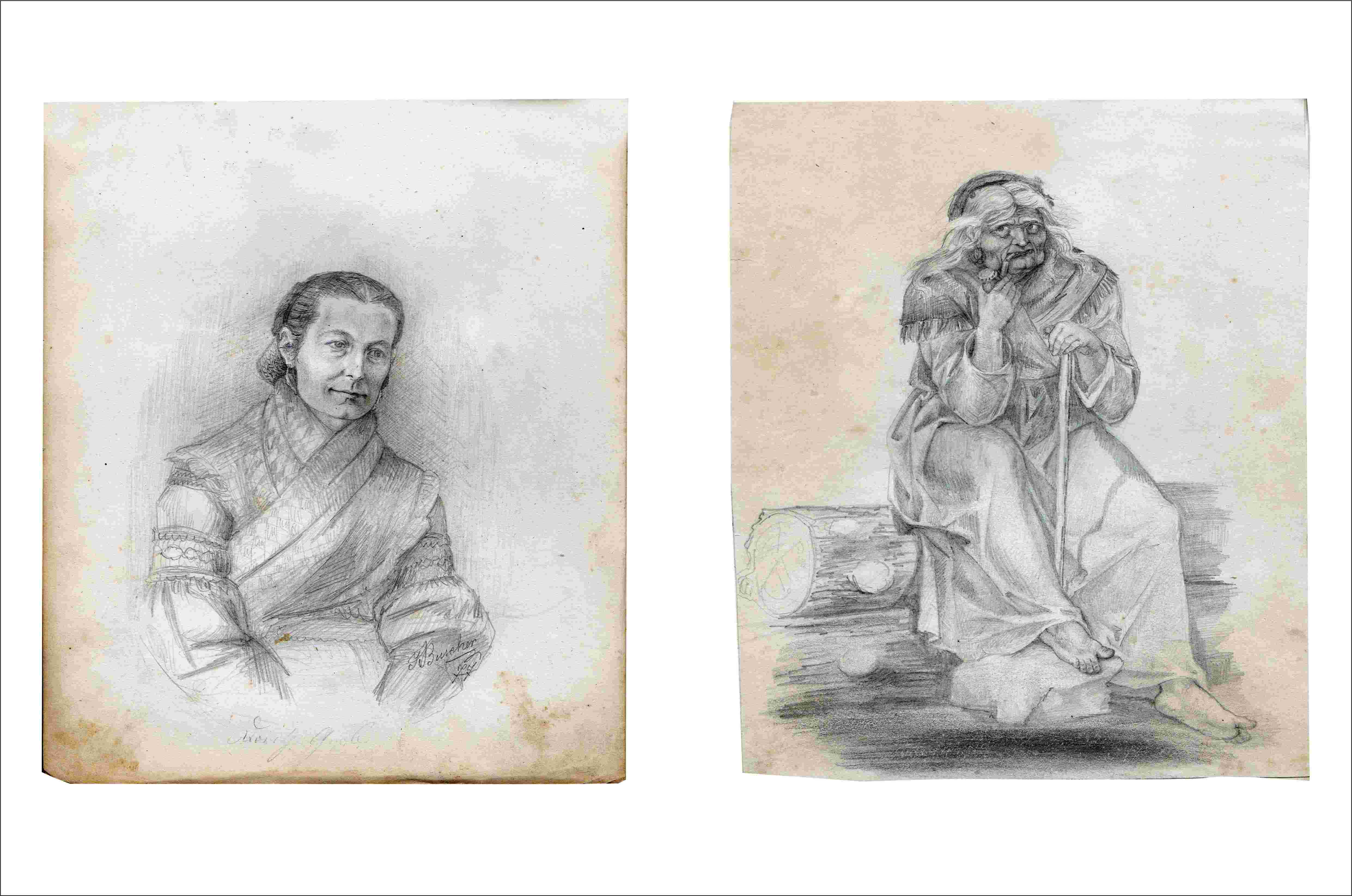
Zeichnungen aus dem Zeichenbuch von Thomas Buscher

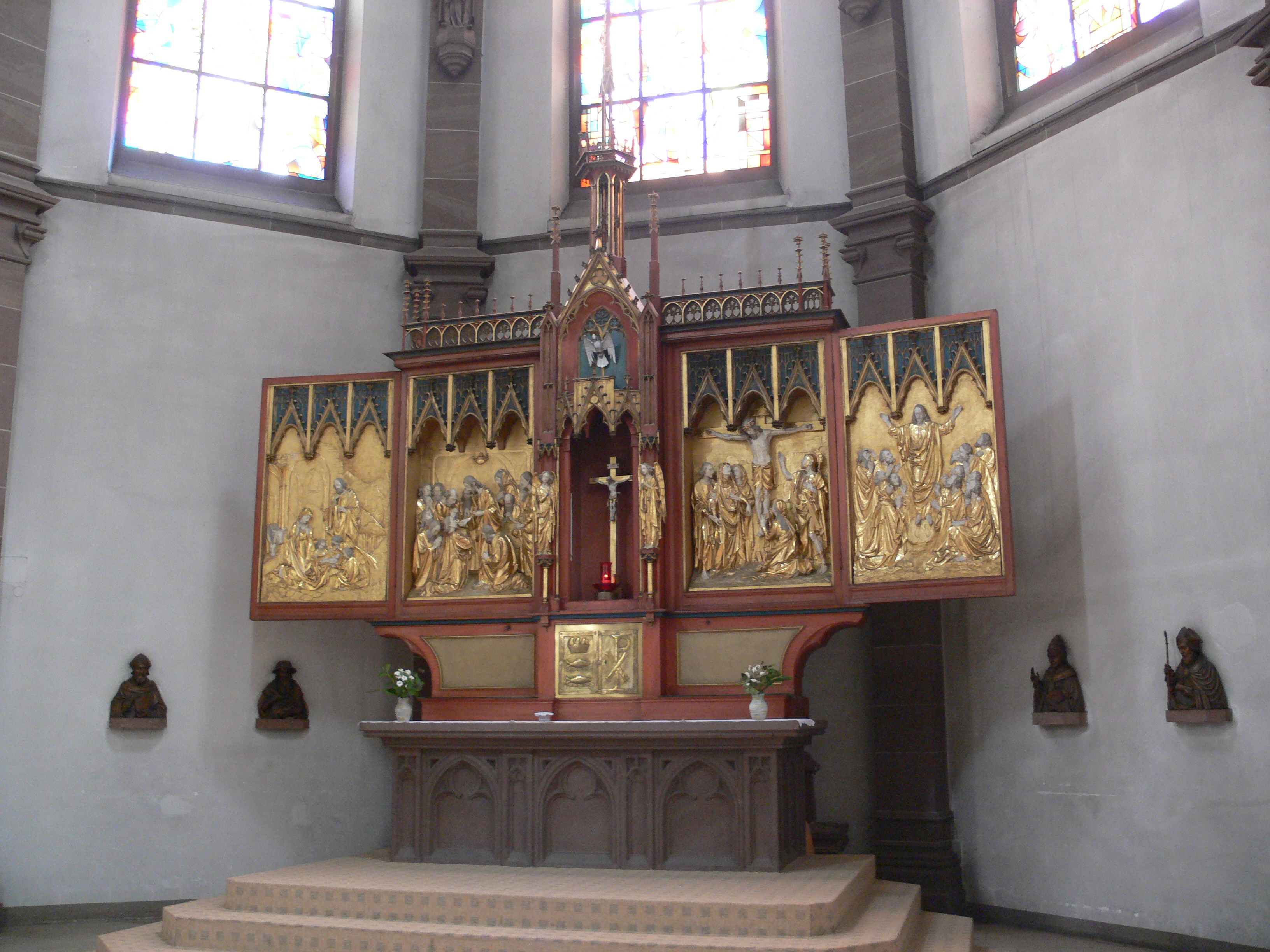
Thomas Buscher: Hochaltar der Heilig-Geist-Kirche in Mannheim

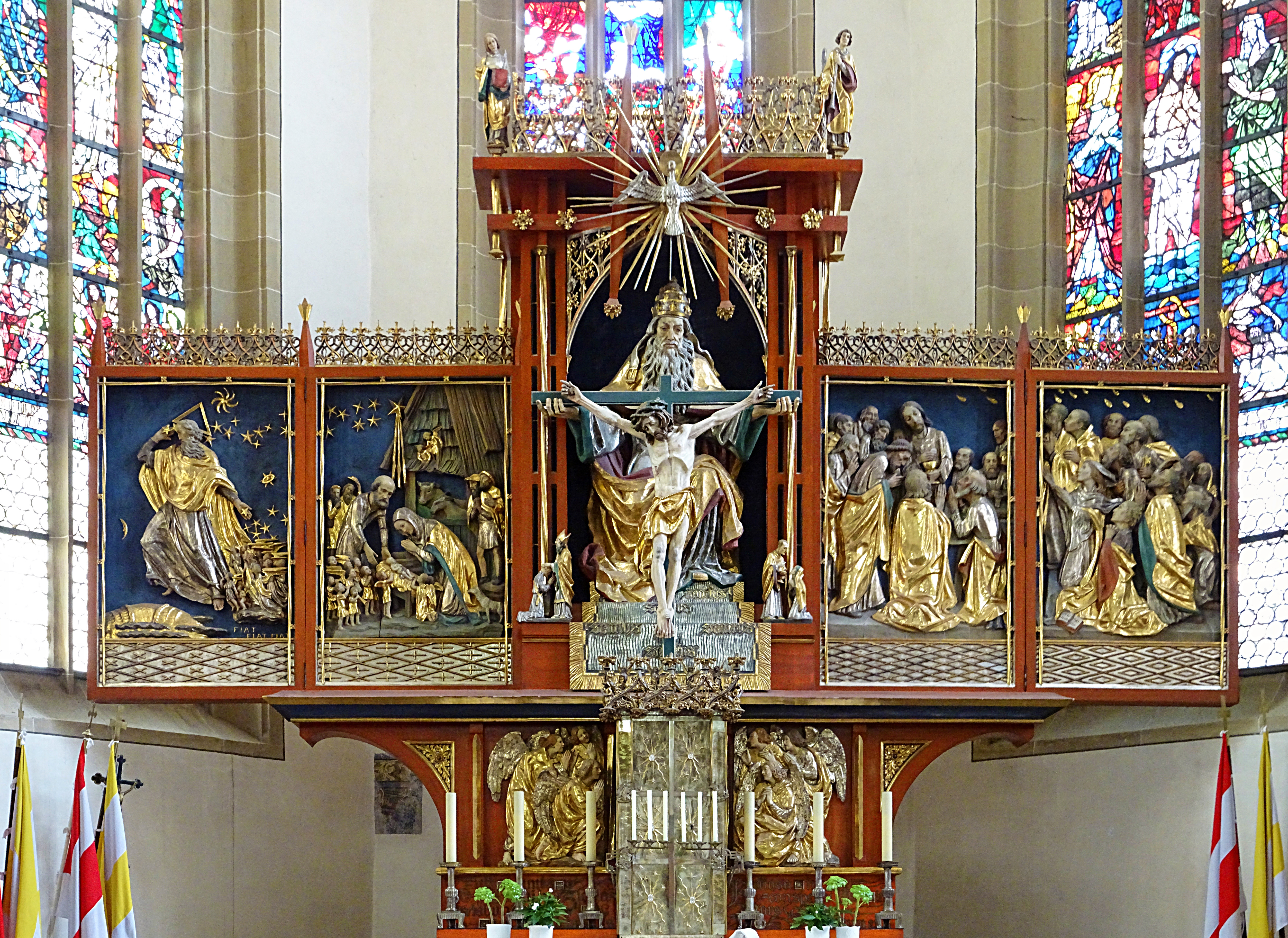
Hochaltar der Stadtpfarrkirche Mariä Himmelfahrt (Bad Königshofen im Grabfeld)

Thomas Buscher (* 7. März 1860 in Gamburg, Tauberfranken; † 13. Mai 1937 in Ammerland) war ein deutscher Bildhauer und Holzschnitzer des Historismus.

## Herkunft und Werdegang
Thomas Buscher wurde als sechstes Kind des Steinmetzmeisters Friedrich Buscher und seiner Frau Dorothea, geb. Häfner, geboren. Nach dem frühen Tod des Vaters 1866 wurde der elterliche Betrieb vom ältesten Sohn Karl Anton Cölestin Buscher (1844–1887) übernommen. Vermutlich auf Vermittlung des Bruders Clemens Buscher, der seit 1876 zusammen mit dem Bruder Sebastian Buscher an der Münchner Kunstakademie Bildhauerei studierte, begann Thomas Buscher 1876 eine Bildhauerlehre in der Anstalt für Kirchliche Kunst des Münchner Architekten Joseph Elsner. Am 29. Oktober 1880 schrieb er sich für die Bildhauerschule Knabl an der Königlichen Kunstakademie ein. Nach Abschluss des Studiums begab er sich 1884 nach Amerika und arbeitete in Chicago als Ornamentschnitzer in der Werkstatt seines älteren Bruders Sebastian Buscher, der sich einige Jahre vorher dauerhaft in Chicago niedergelassen hatte und dort die Bildhauerwerkstatt seines 1879 verstorbenen Onkels Franz Anton Buscher übernahm. 1886 kehrte Thomas Buscher nach München zurück und führte zunächst als freier Mitarbeiter Auftragsarbeiten für seinen früheren Lehrmeister Joseph Elsner aus. 1888 machte er sich als „Fertiger für Holzschnitzarbeiten aller Art“ selbständig und betrieb ab 1891 zeitweise gemeinsam mit dem Bildhauer Balthasar Schmitt ein Atelier in der Münchner Karlstraße. Daneben lehrte er an der handwerklichen Schnitzschule. 1900 erwarb er in der Münchner Nymphenburger Straße 40 ein Wohnhaus, in dem sich auch sein Atelier für kirchliche Kunst befand. Am 13. Juni 1907 erhielt er die bayerische Staatsbürgerschaft und 1913 wurde er ohne Lehrverpflichtung zum königlich-bayerischen Professor für Bildhauerei an der Kunstakademie ernannt.
Thomas Buscher spezialisierte sich vor allem auf Schnitz- und Bildhauerwerke für Kirchen, führte jedoch auch Aufträge für Grabmonumente und Kriegerehrenmale aus. Seine Werke schuf er der Zeit entsprechend im Stil des Historismus, wobei er sich zunächst überwiegend der Neugotik, der Neuromanik und später auch dem Neubarock zuwandte. Obwohl alle seine Werke von hohem künstlerischen Anspruch und großer handwerklicher Qualität waren, fielen sie teilweise nach dem 2. Vatikanischen Konzil der Purifizierung der Kirchenräume zum Opfer. In einigen Gemeinden wurden sie im Zuge von Kirchenrenovierungen später wieder an ihre ursprünglichen Orte zurückgebracht.  Obwohl der Historismus in neuerer Zeit wieder an Ansehen gewonnen hat, wurden Buschers Werke bisher noch nicht umfassend kunsthistorisch untersucht und bewertet.
Seit 1890 war Thomas Buscher mit der Münchner Holzhändlertochter Creszentia Maria Mamhofer verheiratet. Der Ehe entstammten die Töchter Cäcilie (* 1892), Elisabeth (* 1894), Theodora (* 1897) und Gertrude (* 1900).
Seine Heimatgemeinde Werbach-Gamburg widmete ihm und seinem Bruder Clemens ein Museum, das 2013 eröffnet wurde, das Gamburger Buscher Museum. 

## Auswahl seiner Werke

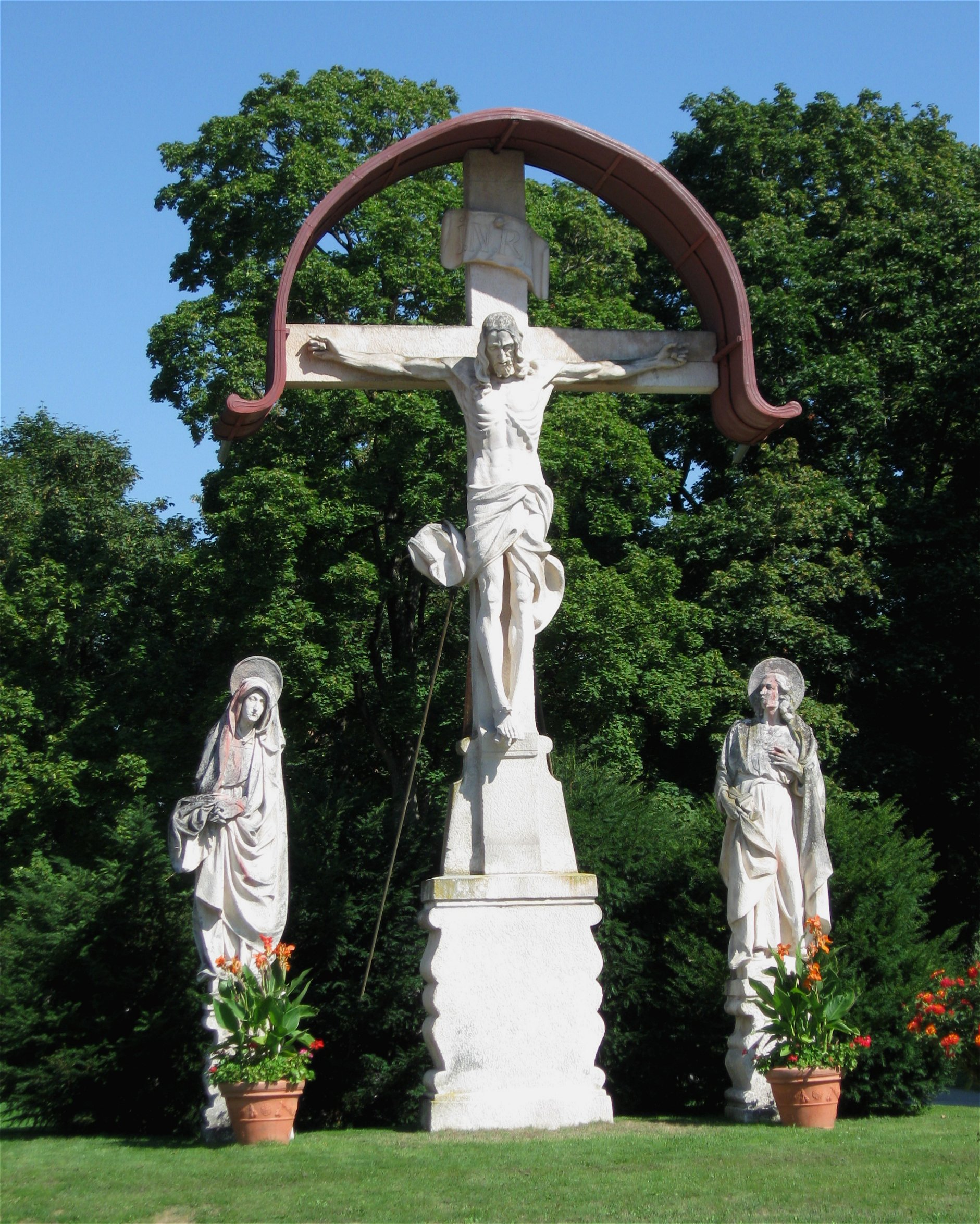
Kreuzigungsgruppe auf dem Münchner Westfriedhof

Der früheste Nachweis seiner künstlerischen Entwicklung ist das Zeichenbuch von 1876/77, das ihn sowohl während seiner Ausbildung bei Joseph Elsner als auch in der freien Zeit begleitete.

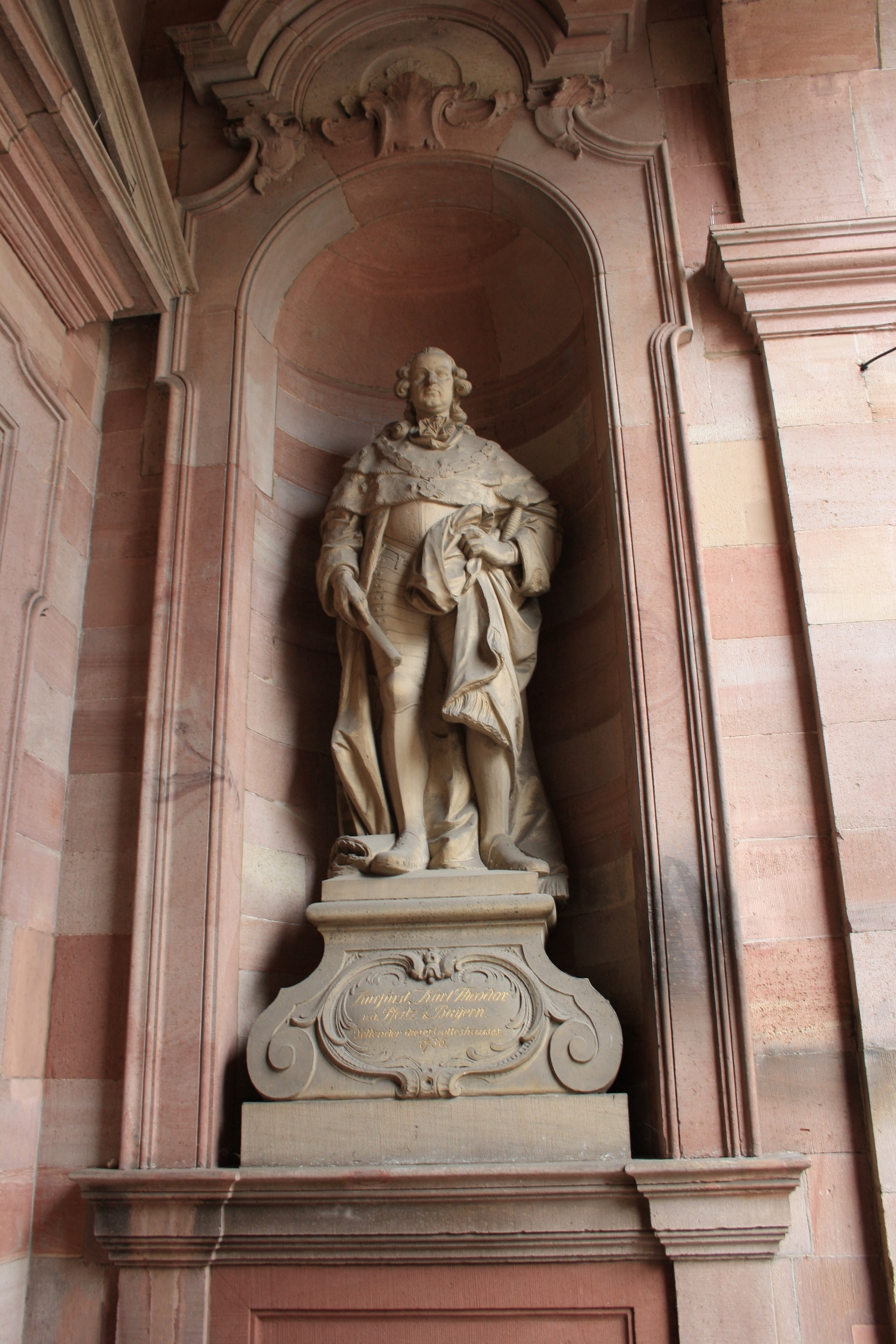
Kurfürst Carl Theodor an der Mannheimer Jesuitenkirche

- 1892–1893 Maria-Hilf-Kirche in Bamberg: Hochaltarantependium „Opferung Isaaks“ und Reliefdarstellungen des linken Seitenaltars im Auftrag des Münchner Architekten Johann Marggraff
- 1895 Ausstattung der Pfarrkirche Wollomoos bei Altomünster
- 1895 Teile der Innenausstattung der St.-Nikolaus-Kirche in Siegenburg, im Auftrag des Architekten Joseph Elsner
- 1896 Figuren an der Hochwand des Kirchenschiffes der Stadtpfarrkirche St. Jakob in Cham
- 1898 Figur des hl. Antonius für die Pfarrkirche St. Martin in Tauberbischofsheim, 1929 von ihm selbst überarbeitet, heutiger Standort in der Pfarrkirche St. Bonifatius in Tauberbischofsheim
- 1900–1902 Innenausstattung der Kirche St. Katharina in Neukenroth: Altarfiguren und Kanzel sowie Kreuzwegstationen mit Hochrelieftafeln
- 1902 Flügelaltar zum Marienleben für die Wallfahrtskapelle Liebfrauenbrunn bei Werbach[1]
- 1902 Überlebensgroße Kreuzigungsgruppe für den Münchner Westfriedhof
- 1903 Hochaltar der Heilig-Geist-Kirche in Mannheim
- 1906 Kolossale Steinbildwerke der Kurfürsten Carl Theodor und Carl Philipp für die Vorhalle der Jesuitenkirche in Mannheim
- 1906 St.-Josefs-Altar für die Münchner Stadtpfarrkirche St. Paul nach Entwurf von Joseph Elsner
- 1907 Seitenaltar für das Kloster Engelberg über dem Main in Unterfranken
- 1909 Hochaltar für die neu errichtete Pfarrkirche St. Ägidius in Höpfingen
- 1911 Zwei Statuen und eine Pièta für die Stadtpfarrkirche in Hockenheim
- 1911 Marienaltar in der Johanniskirche auf dem Domberg in Freising
- 1915 bis 1936 zahlreiche Werke für die Pfarrkirche St. Martin in Tauberbischofsheim
- 1916 „Nagelaltar“ im Bamberger Dom
- 1921 Kriegerdenkmal in St. Katharina in Neukenroth
- 1922 und 1925 Kreuzweg und Hochaltar zum Marienleben in der Liebfrauenkirche in Mannheim
- 1934 Ausstattung der Pfarrkirche St. Laurentius in Uissigheim bei Tauberbischofsheim und Apostelfiguren für die Stadtpfarrkirche St. Jakob in Cham
- 1935 Hochaltar der Stadtpfarrkirche von Bad Königshofen im Grabfeld[2]
- 1935 Hochaltar und Seitenaltäre in St. Martin, Poppenhausen (Gemeinde Wittighausen, Main-Tauber-Kreis), in Verbindung mit Chorgemälde von Franz Schilling